# Myriame Djedidi
Myriame Djedidi, née le 15 septembre 1988, est une pratiquante de muay-thaï française.

## Biographie
Myriame Djedidi commence les compétitions de muay-thaï en 2012. Elle a été étudiante en STAPS à l'université Toulouse-III-Paul-Sabatier.
Elle est médaillée de bronze dans la catégorie des moins de 51 kg aux Jeux européens de 2023 , elle s'est qualifiée en remportant le championnat d'europe à Paris en 2017.
Plus d'une centaine de combat à son actif, elle a été championne du monde à deux reprises et sept fois championne d'europe.